# Професия: Репортер
„Професия: Репортер“ (на италиански: „Professione: reporter“) е филм на Микеланджело Антониони от 1975 година с участието на Джак Никълсън и Мария Шнайдер.

## В ролите
| Изпълнител          | Роля                 |
| ------------------- | -------------------- |
| Джак Никълсън       | Дейвид Лок           |
| Мария Шнайдер       | Момичето             |
| Стивън Беркоф       | Стивън               |
| Иън Хендри          | Мартин Найт          |
| Джени Рънакре       | Рейчъл Лок           |
| Амбрози Биа         | Акебе                |
| Чарлс Мълвехил      | Уредник в хотел      |
| Хосе Мария Кафарел  | Дейвид Робертсън     |
| Джеймс Кембъл       | Шаман                |
| Манфред Шпиел       | Непоснат немец       |
| Жан-Баптист Тиемеле | Убиеца               |
| Анхел дел Поцо      | Полицейски инспектор |